# Secret Intelligence Service
Il Secret Intelligence Service (SIS) è l'agenzia di spionaggio per l'estero del Regno Unito. È più comunemente noto con il nome di MI6, essendo la sesta sezione dei servizi segreti britannici, noti collettivamente con il nome di Military Intelligence. 
MI6 si occupa di controspionaggio estero (Foreign in lingua inglese)  dove il numero 6 sta per la sesta lettera dell'alfabeto, appunto la F. Il SIS dipende dall'Ufficio per gli esteri ed è sotto la formale direzione del Joint Intelligence Committee (JIC).
L'insegna del SIS era un tempo costituita da una C in verde (il primo direttore firmava tutti i documenti ufficiali con inchiostro verde) con l'immagine di un cervello all'interno di essa, e con le parole Semper Occultus.

## Storia
È stato fondato nel 1909 come sezione esteri del Secret Service Bureau (Ufficio per i servizi segreti). Il suo primo direttore è stato il Capitano di Vascello Sir George Mansfield Smith-Cumming, che prese per primo il nome in codice C (dalle iniziali del cognome) che distinguerà tutti i Direttori del servizio succedutigli.

### Prima guerra mondiale
I primi significativi test avvennero durante la prima guerra mondiale, come sezione 6 dedicata allo spionaggio del Military Intelligence, durante la quale l'organizzazione ottenne successi alterni, soprattutto di intelligence militare e commerciale; non riuscì però a penetrare in Germania.

### Primo dopoguerra
Dopo la prima guerra mondiale, il MI 6 venne gradualmente ridotto, ed una parte del suo controllo venne assegnata ai suoi usufruttuari, come il War Office (l'allora ministero della guerra per le truppe terrestri) e l'Admiralty (l'allora ministero della Marina), attraverso l'assegnazione di legami di consumo o sezioni 'circolari'. Le Sezioni Circolari fissavano i requisiti per le sezioni del 'gruppo' operativo, e poi trasmettevano ai propri ministeri il risultato del lavoro MI6. Questo sistema di relazione venne chiamato "il sistema del 1921", e costituì la struttura interna di fondo dell'agenzia che, in modo prevalente, è stata adottata e rimane adottata fino ai giorni odierni.
Il MI6 nel 1922 fu reso autonomo dal Military Intelligence e dagli anni venti come Secret Intelligence Service iniziò ad operare principalmente attraverso un sistema di cooperazione, a volte non gradita o non voluta, con il servizio diplomatico, sotto l'egida del Foreign Office. In molte ambasciate fu creato l'incarico di "Responsabile del controllo dei passaporti" (Passport Control Officer), che nei fatti era il capo del Secret Intelligence Service in quella nazione. Questo incarico diede agli agenti del SIS un certo grado di copertura e l'immunità diplomatica, ma il sistema probabilmente durò troppo e divenne un segreto di pulcinella fin dagli anni trenta. Negli anni dell'immediato primo dopoguerra, e per la maggior parte degli anni venti, il SIS si occupò del Comunismo, e in particolare del Partito Comunista dell'Unione Sovietica.

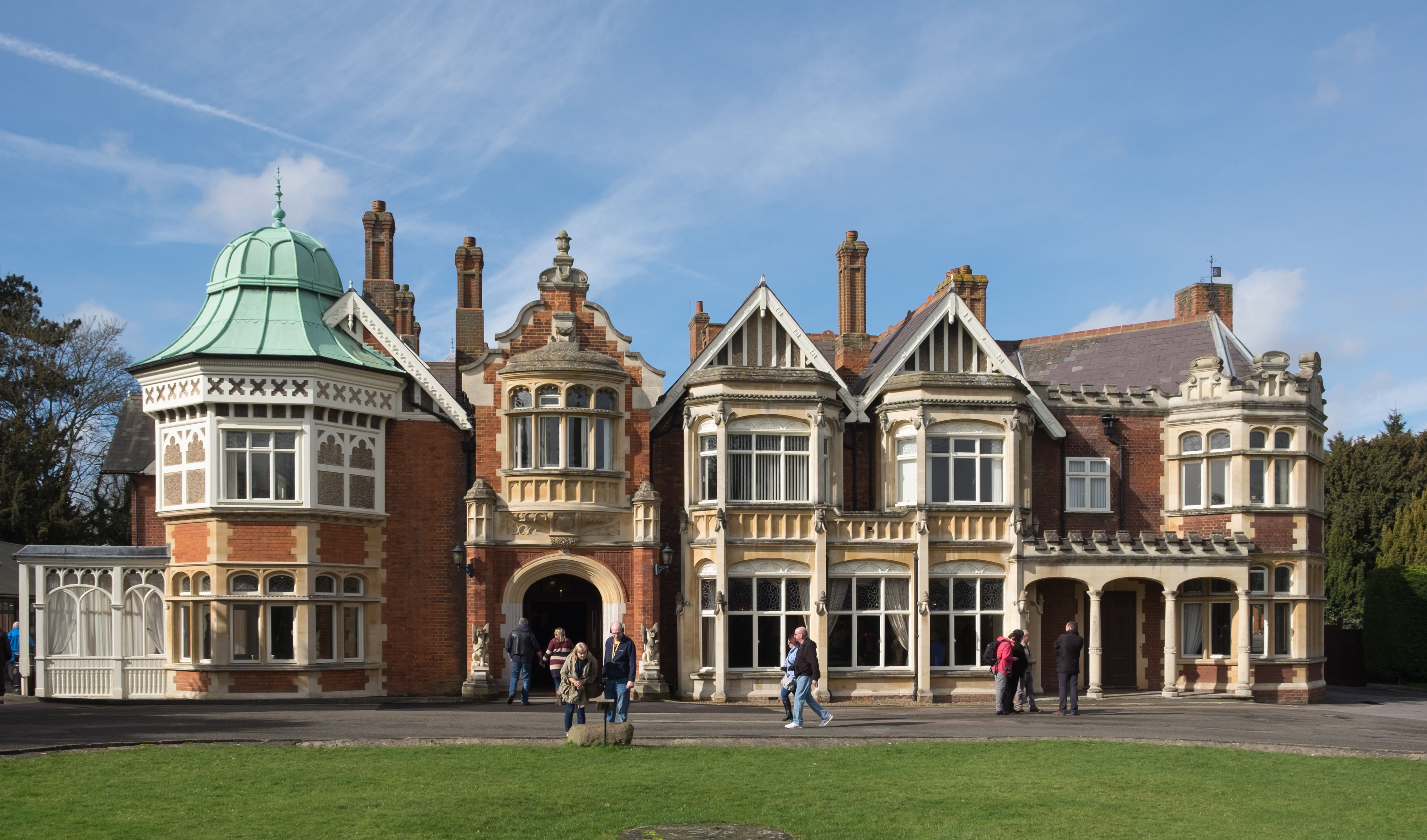
Bletchley Park, sede dell'unità crittografia dell'MI6

Sidney Reilly venne strettamente ricollegato al SIS dopo la sua cattura, e il SIS favorì e appoggiò il suo tentativo (insieme a quello di Boris Savinkov) di far cadere il regime comunista, oltre a dirigere iniziative spionistiche più convenzionali contro la Russia. Cumming morì (nel suo ufficio) nel 1923, e venne sostituito come "C" dall'ammiraglio Sir Hugh 'Quex' Sinclair, che pur mancando dello stesso carisma del suo predecessore, fu probabilmente il primo C ad avere una visione coerente per il futuro dell'agenzia. Sotto la sua guida vennero sviluppate un'ampia gamma di nuove funzioni. Nel maggio 1938 l'ammiraglio Hugh Sinclair acquistò Bletchley Park e i 581 acri (2 351 223,581 m²) di terreno per gli scopi militari del GC&CS e del SIS. Vi installò l'unità principale di crittoanalisi del servizio, con la sede della Scuola governativa di codici e cifrazione (Government Code and Cypher School (GC&CS)).

### Seconda guerra mondiale
Durante la seconda guerra mondiale il vasto sistema di "doppio gioco", fu gestito soprattutto dall'MI5, delegato al controspionaggio, che nutrì di notizie fuorvianti gli agenti tedeschi. I tentativi del SIS di creare una rete in Germania invece fallirono ad opera dell'Abwehr.
Il maggior successo dell'MI6, guidato dal 1939 da Stewart Menzies, fu il decrittaggio del codice Enigma tedesco, tramite Ultra. Menzies, promosso maggior generale, guidò il servizio fino al 1952.

### Secondo dopoguerra

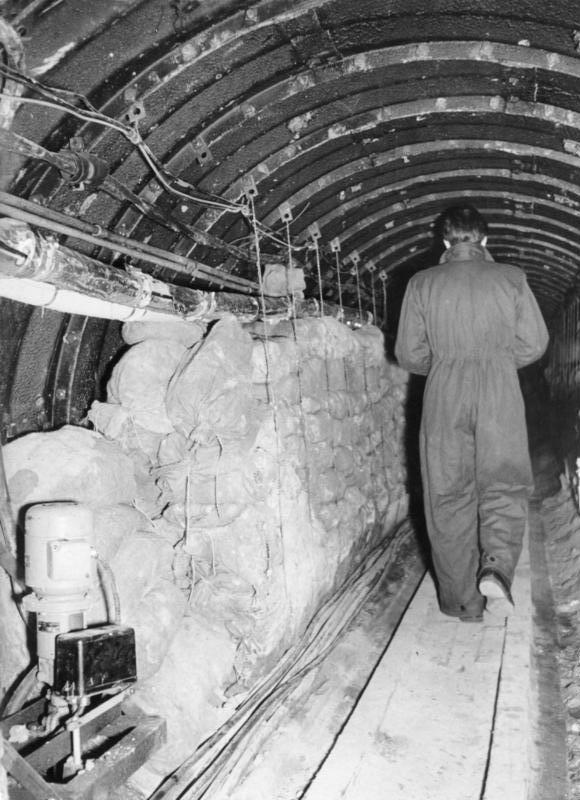
Il tunnel a Berlino dell'Operazione Gold.

Nel dopoguerra le attività dal SIS si sono concentrate, negli anni della guerra fredda, verso i paesi del blocco sovietico. Ma le Operazioni SIS contro l'URSS sono state ampiamente compromesse dal fatto che la sezione controspionaggio, "R5", fu diretta per due anni da un agente che lavorava per l'Unione Sovietica, Harold Adrian Russell Philby. Di rilievo fu l'operazione Gold del 1956, un'operazione congiunta con la CIA per attingere alle comunicazioni della sede dell'esercito sovietico a Berlino utilizzando un tunnel di 300 m fino alla zona occupata dai russi.
La caduta del muro di Berlino e la fine della guerra fredda ha portato a un rimpasto di priorità esistenti verso la lotta al terrorismo internazionale. A metà degli anni 1990 la comunità dell'intelligence britannico è stata sottoposta a una revisione globale dei costi da parte del governo, con una riduzione dei costi intorno al 25%, salvo poi riaccrescere dopo gli attentati dell'11 settembre 2001.
L'esistenza del SIS non è stata pubblicamente riconosciuta dal governo britannico fino al 1994. La sua sede, dal 1995, è a Vauxhall Cross, sulla riva sud del Tamigi.
Sir John Sawers divenuto capo del SIS nel novembre 2009, è stato il primo esterno a capo del SIS in più di 40 anni. Sawers proveniva infatti dalla carriera diplomatica, essendo stato il rappresentante permanente britannico alle Nazioni Unite. Alla fine del 2010, il capo del SIS ha tenuto quello che è stato il primo discorso pubblico di un direttore dell'agenzia nella sua storia di 101 anni.

## Direttori del SIS
- Sir George Mansfield Smith-Cumming 1909-1923
- Sir Hugh Sinclair 1923-1939
- Sir Stewart Menzies 1939-1952
- Sir John Sinclair 1953-1956
- Sir Richard White 1956-1968
- Sir John Rennie 1968-1973
- Sir Maurice Oldfield 1973-1978
- Sir Dick Franks 1979-1982
- Sir Colin Figures 1982-1985
- Sir Christopher Curwen 1985-1989
- Sir Colin McColl 1989-1994
- Sir David Spedding 1994-1999
- Sir Richard Dearlove 1999-2004
- Sir John Scarlett 2004-2009
- Sir John Sawers 2009-2014
- Sir Alex Younger 2014-2020
- Richard Moore 2020-

## Sedi
La sede principale del SIS è - dal 1995 - l'Edificio SIS a Vauxhall Cross. In precedenza il quartier generale del SIS erano stati Century House (1964-1995), 54 Broadway (1924-1966) e Whitehall Court (1911-1922).
Numerosi sono gli edifici usati come sedi secondarie, tra cui il St. Ermin's Hotel e Fort Monckton. L'edificio al nr. 1 di Dorset Square, in precedenza di proprietà del direttore di circo Bertram Mills (ed a questo l'MI6 deve uno dei suoi soprannomi, The Circus), era sede dello Special Operations Executive.
Alla sede c'è stata un'esplosione il 26 maggio 2024.

## Nella cultura di massa

### Cinema
James Bond è certamente il più famoso agente segreto cinematografico ad essere alle dipendenze dell'MI6; la stessa sede londinese è mostrata nei film GoldenEye (in notturna), Il mondo non basta, La morte può attendere (in notturna) e più volte in Skyfall. Tra gli altri degni di nota troviamo il personaggio letterario e cinematografico George Smiley, creato da John Le Carré. Un altro agente segreto inglese particolarmente famoso è Johnny English, interpretato da Rowan Atkinson e con un ruolo di parodia rispetto ai film polizieschi. Altri agenti dell'MI6 sono Deckard Shaw interpretato da Jason Statham e la sorella minore Hattie Shaw interpretata da Vanessa Kirby. Un’altra famosa agente dell’MI6 è Ilsa Faust, impersonata da Rebecca Ferguson nella saga di Mission Impossible.

### Televisione
In televisione il S.I.S. è stato più volte immortalato, per esempio in produzioni comiche come La vita segretissima di Edgar Briggs e nella serie televisiva Killing Eve, dove la protagonista è un'agente dell'MI6.
Nel film Big Time Movie i Big Time Rush diventano spie per caso aiutando l'agente Lane a salvare il mondo dallo spietato Atticus Moon che vuole distruggere la luna per conquistare il mondo e diventare imperatore supremo.